# ديف فاولر
ديف فاولر (بالإنجليزية: Dave Fuller)‏ هو لاعب كرة قاعدة أمريكي، ولد في 1915، وتوفي في 15 سبتمبر 2009.